# FT Волка
FT Волка (лат. FT Lupi), HD 132316 — двойная затменная переменная звезда типа Беты Лиры (EB:) в созвездии Волка на расстоянии приблизительно 725 световых лет (около 222 парсеков) от Солнца. Видимая звёздная величина звезды — от +10,64m до +9,7m. Орбитальный период — около 0,4701 суток (11,282 часа).

## Характеристики
Первый компонент — жёлто-белая звезда спектрального класса F0V, или F2V**, или F5. Масса — около 1,871 солнечной, радиус — около 1,67 солнечного, светимость — около 4,272 солнечных. Эффективная температура — около 6412 K.
Второй компонент — оранжевый карлик спектрального класса K5-K7V*, или K3V*, или K2-K5V*, или K2V. Масса — около 0,823 солнечной, радиус — около 1,13 солнечного, светимость — около 0,54 солнечной. Эффективная температура — около 4651 K*.